# Cayos del Este Sudeste

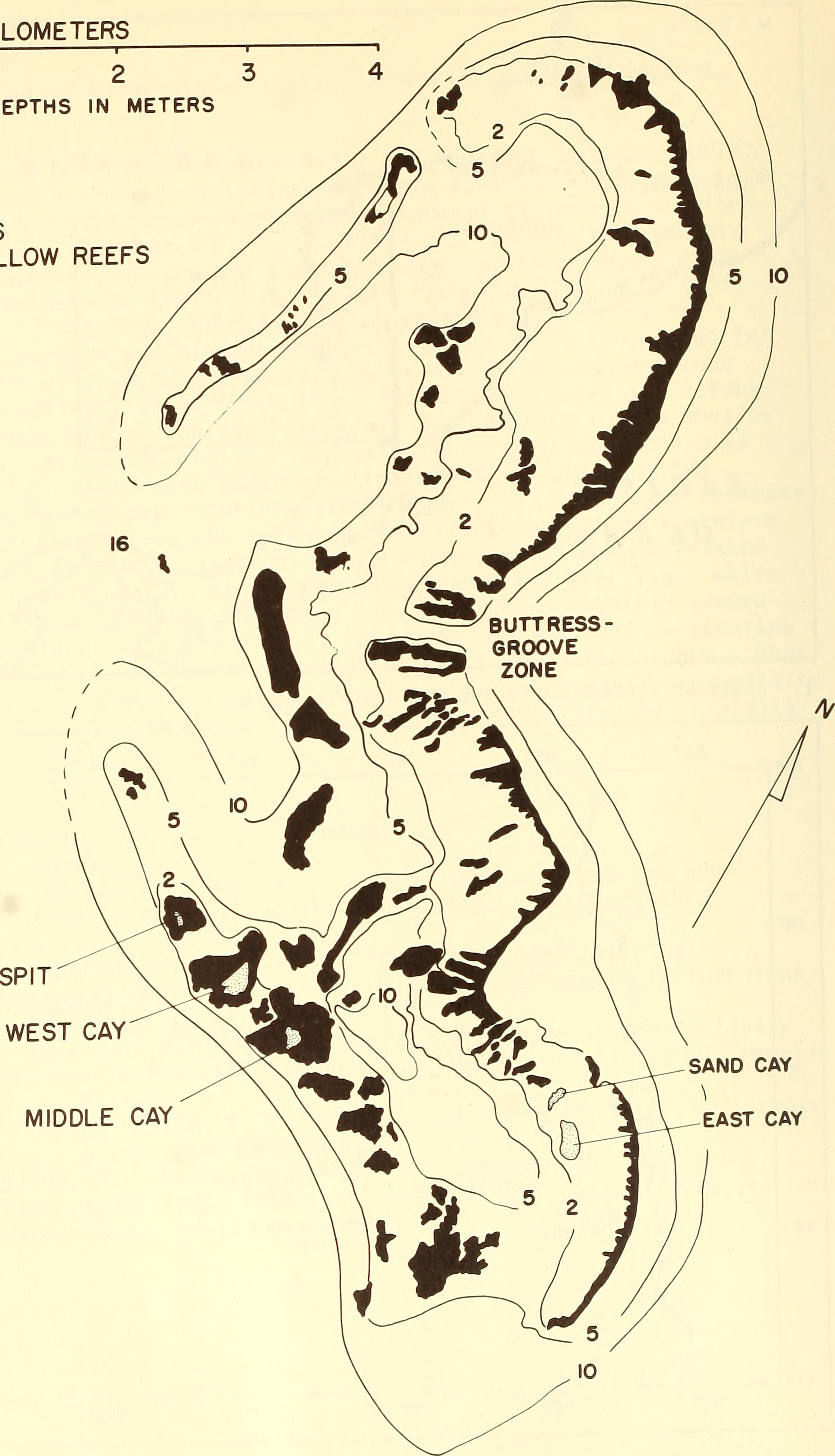
map of the atoll

Cayos del Este Sudeste är öar i Colombia.   De ligger i departementet San Andrés och Providencia, i den nordvästra delen av landet, 1 200 km nordväst om huvudstaden Bogotá.